# Monolith, the Face of Half Dome

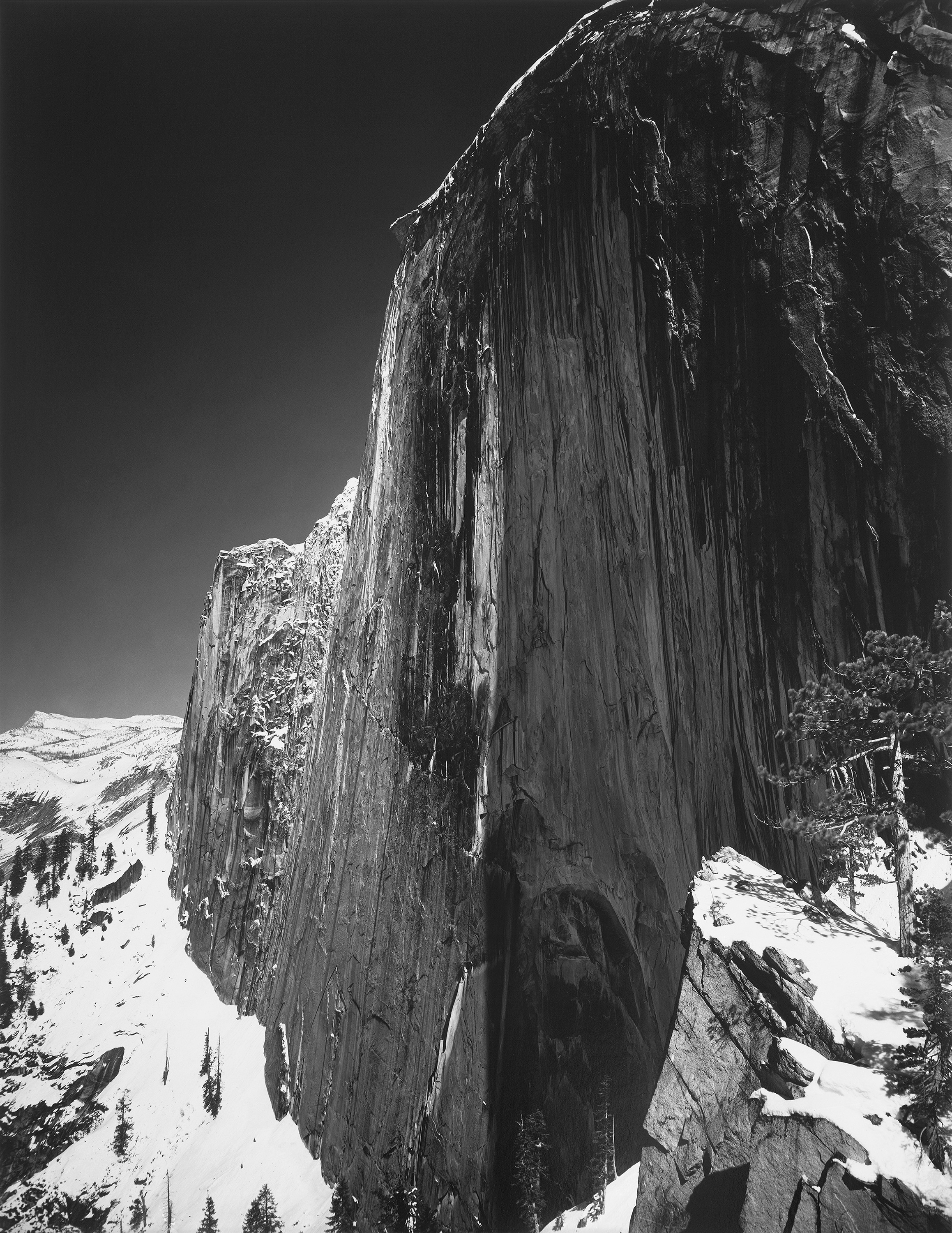

Monolith, the Face of Half Dome, Parque Nacional de Yosemite, Califórnia é uma foto em filme preto e branco tirada por Ansel Adams em 1927 que retrata a face oeste do Half Dome em Yosemite, Califórnia. No primeiro plano da foto, os visualizadores podem ver a textura e os detalhes da rocha, enquanto também a paisagem de fundo dos pinheiros e do Pico Tenaya. Monolith foi utilizado pelo Sierra Club como um auxílio visual para o movimento ambiental, e foi a primeira fotografia que Adams fez baseada em sentimentos, um conceito que ele viria a definir como visualização e o levaria a criar o Zone System. A imagem é um testemunho da intensa relação de Adams com a paisagem de Yosemite, já que sua carreira foi marcada principalmente por fotografar o parque. A Monolith também resistiu fisicamente ao teste do tempo, pois o negativo do filme original e a placa de vidro ainda estão intactos e podem ser impressos.

## Localização
Em 17 de abril de 1927, Ansel Adams e seus quatro amigos, Cedric Wright, Charles Michael, Arnold Williams e sua namorada Virginia Best, partiram em uma caminhada de meio dia até o “Diving Board”, o local de onde o Monolith foi retirado. O “Diving Board” é uma grande rocha que se projeta sobre o Vale de Yosemite, quatro mil pés abaixo da face oeste, proporcionando a visão perfeita do Half Dome. Em sua mochila, Adams tinha uma câmera Korona de seis e meio por oito e meia polegadas, lentes e filtros diferentes, doze placas de vidro pancromático Wratten e um grande tripé de madeira. Ele não apenas carregava uma carga pesada, mas também usava tênis de basquete que lutavam para pisar no terreno nevado. Assim que chegaram ao “Prancha de Mergulho”, Adams sabia que havia encontrado o ponto de vista perfeito da rocha que se eleva a três quartos de milha de altura e quatro décimos de milha de espessura e se espalha por 13 acres. Quando ele chegou ao meio-dia, a luz não estava certa, então ele esperou mais de duas horas para ter certeza de que a luz estava atingindo o rosto perfeitamente, já que ele imaginou que a rocha estava metade na sombra e metade na luz. Adams tirou várias outras imagens na escalada e enquanto esperava, e só restou duas placas de vidro para capturar a foto perfeita do Half Dome. Dada a natureza manual das câmeras de filme, é fácil bagunçar a abertura ou a velocidade do obturador, e até mesmo uma rajada de vento pode bagunçar uma fotografia. Essa dificuldade fala com a habilidade e intencionalidade de Adams quando ele acerta o Monolith com um tiro.